# دیوسیانوو
دیوسیانوو (انگلیسی: Dyusyanovo) یک شهرک در شهرستان بیژبولیاکسکی باشقیرستان کشور روسیه است.